# Phalgea lutea
Phalgea lutea är en stekelart som beskrevs av Cameron 1905. Phalgea lutea ingår i släktet Phalgea och familjen brokparasitsteklar. Inga underarter finns listade i Catalogue of Life.